# Metastibnita
La metastibnita és un mineral de la classe dels sulfurs. Rep el nom per la seva relació amb l'estibnita.

## Característiques
La metastibnita és un sulfur de fórmula química Sb₂S₃. És un mineral amorf. La seva duresa a l'escala de Mohs es troba entre 2 i 3.
Segons la classificació de Nickel-Strunz, la metastibnita pertany a «02.DB: Sulfurs metàl·lics, M:S = 2:3» juntament amb els següents minerals: antimonselita, bismutinita, guanajuatita, pääkkönenita, estibina, ottemannita, suredaïta, bowieïta, kashinita, montbrayita, edgarita, tarkianita i cameronita.

## Formació i jaciments
Va ser descoberta a les fonts termals de Steamboat, al districte miner de Steamboat Springs, dins el comtat de Washoe (Nevada, Estats Units). Tot i tractar-se d'una espècie gens habitual ha estat descrita en tots els continents del planeta a excepció de l'Àfrica i l'Antàrtida.